# Johann Homann
Johann Baptist Homann (ur. 20 marca 1664 w Kammlach w Bawarii, zm. 1724) − rytownik, kartograf, były dominikanin, urzędnik.

## Życiorys
Syn Johanna Friedricha i Barbary. Ojciec był zarządcą w prywatnych dobrach von Rehlingów. Johann ukończył gimnazjum jezuickie w Mindelheim. W latach 1686–1687 przebywał w klasztorze dominikanów w Würzburgu, a w 1687 roku przeniósł się do Norymbergi. W 1688 roku przeszedł na protestantyzm. W 1696 roku wyjechał do Erlangen, potem do Lipska gdzie do 1698 roku pracował jako rytownik. Następnie wrócił do Norymbergi.
W 1715 roku przyjęto go do berlińskiej Akademii Nauk, a w 1716 roku otrzymał tytuł cesarskiego geografa, potem moskiewskiego agenta (przedstawiciela handlowego). 
W 1702 r. założył w Norymberdze wielką rytownię map. Zapoczątkował epokę kartografii pomiarowej. Wykonał przeszło 200 map między którymi jest wielki atlas całego świata złożony ze 126 kart (wyd. 1716). Spadkobiercą Johanna został syn Johann Christoph (1703–1730). Po jego śmierci firma kontynuowała działalność jako oficyna Spadkobierców Homanna (Homann Erben). W 1813 roku przejął ją Christoph Fembo (zm. 1848) i zmienił nazwę na Kunst- und Landkartenhandlung Christoph Fembo. Firma upadła w 1852 roku.
Dwukrotnie żonaty: z Susany Felicitas i po jej śmierci z Ursulą Elisabeth (zm. 1719). Miał czterech synów z pierwszego małżeństwa, ale przeżyło dwóch: Gottfrieda Friedricha (został nadleśniczym w Weickering k. Neuburga) i Johanna Christopha (doktor medycyny i jako spadkobierca kartograf) oraz pasierbicę Ursulę Barbarę z drugiego małżeństwa. Pochowano go na cmentarzu św. Rocha w Norymberdze w kwaterze nr 238. 